# Джоузеф Р. Лало
Джоузеф Р. Лало (на английски: Joseph R Lallo) е американски писател на произведения в жанра научна фантастика и фентъзи.

## Биография и творчество
Джоузеф Р. Лало е роден през 1983 г. в Байон, Ню Джърси, САЩ. Отраства с много мечти и четене на фантастични романи, и сам се опитва да пише истории. Завършва през 2006 г. Технологичния институт на Ню Джърси с магистърска степен по компютърно инженерство.
След дипломирането си в периода 2005 – 2014 г. работи за компанията IBM в областта на здравеопазването, като мониторинг и поддръжка на сървъри, и изготвяне на отчети. Заедно с работата си пише фентъзи в свободното си време, като занимателно хоби, което се променя след като приятелите му го убеждават да изпрати 10-годишната си работа за публикация.
Първият му роман „Белязана“ от фентъзи поредицата „Книгата на Дийкън“ е публикуван през 2010 г. Книгата представя историята на Миранда Селесте, млада жена, осиротяла сред вековна война, получила случайно безценния товар на сразен ратник. Това я отпраща към приключения войници и бунтовници, бойци и магьосници, благородни и чудовищни зверове, за да открие истината за възможностите си, войната и съдбата на света ѝ. Книгата става бестселър и го прави известен.
Заедно със свои приятели основава блог-сайта „BrainLazy.com“, в който активно пише. В началото издава сам своите произведения.
Джоузеф Р. Лало живее със семейството си в Колония, Ню Джърси.

## Произведения

### Самостоятелни романи
- The Other Eight (2014)
- Between (2016)
- Structophis (2017)
- The Story of Sorrel (2019)

### Серия „Книгата на Дийкън“ (Book of Deacon)
- The Rise of the Red Shadow (2013) – предистория

1. The Book of Deacon (2010)
Белязана, изд.: „MBG books“, София (2012) прев. Радин Григоров
2. The Great Convergence (2011)
Обединени от божества, изд.: „MBG books“, София (2012) прев. Радин Григоров
3. The Battle of Verril (2011)
Битката при Верил, изд.: „MBG books“, София (2012) прев. Радин Григоров
4. The D'Karon Apprentice (2015)
5. The Crescents (2017)
6. The Coin of Kenvard (2020)

книги към серията
- The Rise of the Red Shadow (2013)
- The Book of Deacon Anthology (2015)
- Beta Testers (2018)
- The Adventures of Rustle and Eddy (2018)
- The Stump and the Spire (2018)

### Серия „Биг Сигма“ (Big Sigma)
1. Bypass Gemini (2011)
2. Unstable Prototypes (2012)
3. Artificial Evolution (2014)
4. Temporal Contingency (2016)
5. Indra Station (2019)
6. Nova Igniter (2020)

### Серия „Свободен-бесен“ (Free-Wrench)
1. Free-Wrench (2014)
2. Skykeep (2015)
3. Ichor Well (2018)
4. The Calderan Problem (2018)
5. Cipher Hill (2018)
6. Contaminant Six (2020)

### Серия „Парчета сянка“ (Shards of Shadow)
1. A Traitor in the Shadows (2019)
2. The Prison of Shadows (2019)
3. The Balance of Shadows (2019)